# Carles de Hessen-Darmstadt
Carles de Hessen-Darmstadt, príncep de Hessen-Darmstadt (Darmstadt 1809 - 1877). Príncep de Hessen-Darmstadt amb el tractament d'altesa que fou considerat des de 1848 com l'hereu presumpte del seu germà, el gran duc Lluís III de Hessen-Darmstadt.

## Orígens familiars
Nat a Darmstadt, capital del gran ducat de Hessen-Darmstadt, el dia 23 d'abril de 1809, era fill del gran duc Lluís II de Hessen-Darmstadt i de la princesa Guillemina de Baden. Per via paterna, Carles era net del gran duc Lluís I de Hessen-Darmstadt i de la landgravina Lluïsa de Hessen-Darmstadt; mentre que per via materna ho era del príncep hereu Carles Lluís de Baden i de la landgravina Amàlia de Hessen-Darmstadt.

## Núpcies i descendents
El dia 22 d'octubre de 1836 contragué matrimoni a Berlín amb la princesa Elisabet de Prússia, filla del príncep Guillem de Prússia i de la landgravina Maria Anna de Hessen-Homburg. La parella tingué quatre fills:
- SAR el gran duc Lluís IV de Hessen-Darmstadt, nat a Bessungen el 1837 i mort a Darmstadt el 1892. Es casà en primeres núpcies al Palau d'Osborne el 1862 amb la princesa Alícia del Regne Unit; i, en segones núpcies, amb Alexandrina Hutten-Czapska el 1884 a Darmstadt, matrimoni anul·lat el mateix any.

- SA el príncep Enric de Hessen-Darmstadt, nat a Bessungen el 1838 i mort a Múnic el 1900. El 1878 contragué matrimoni a Darmstadt amb Caroline Willich, creada baronessa von Nidda; i, en segones núpcies, amb Emilie Hrzic de Topuska, creada baronessa von Dornberg.

- SA la princesa Maria Anna de Hessen-Darmstadt, nada a Darmstadt el 1843 i morta a Schwerin el 1865. Es casà a Darmstadt el 1864 amb el gran duc Frederic Francesc II de Mecklenburg-Schwerin.

- SA el príncep Guillem de Hessen-Darmstadt, nat a Bessungen el 1845 i mort a Darmstadt el 1900. Es casà morganàticament el 1884 amb Josephine Bender, creada baronessa von Lichtenberg.

El príncep Carles de Hessen-Darmstadt esdevingué hereu al tron gran ducal el 1848, any en què el seu germà accedí al tron i pel fet que aquest no tenia descendència legítima. Carles morí el dia 20 de març de 1877, tan sols tres mesos abans que el seu germà.